# Tennis in the Land 2023
Tennis in the Land 2023 là một giải quần vợt nữ chuyên nghiệp thi đấu trên mặt sân cứng ngoài trời tại Sân vận động Topnotch ở The Flats ở Cleveland, Ohio. Đây là lần thứ 3 giải đấu được tổ chức và là một phần của WTA 250 trong WTA Tour 2023.

## Điểm và tiền thưởng

### Phân phối điểm
| Sự kiện | VĐ  | CK  | BK  | TK | Vòng 1/16 | Vòng 1/32 | Q  | Q2 | Q1 |
| Đơn nữ  | 280 | 180 | 110 | 60 | 30        | 1         | 18 | 12 | 1  |
| Đôi nữ  | 280 | 180 | 110 | 60 | 1         | —         | —  | —  | —  |

### Tiền thưởng
| Sự kiện | VĐ      | CK      | BK      | TK     | Vòng 1/16 | Vòng 1/321 | Q2     | Q1     |
| Đơn nữ  | $34,228 | $20,226 | $11,275 | $6,417 | $4,220    | $2,930     | $2,400 | $1,815 |
| Đôi nữ* | $12,447 | $7,000  | $4,020  | $2,400 | $1,848    | —          | —      | —      |

1Tiền thưởng vượt qua vòng loại cũng là tiền thưởng vòng 1/32.

*mỗi đội

## Nội dung đơn

### Hạt giống
| Quốc gia | Tay vợt                | Xếp hạng1 | Hạt giống |
| -------- | ---------------------- | --------- | --------- |
| FRA      | Caroline Garcia        | 6         | 1         |
| CZE      | Barbora Krejčíková     | 11        | 2         |
|          | Veronika Kudermetova   | 16        | 3         |
|          | Ekaterina Alexandrova  | 21        | 4         |
| UKR      | Anhelina Kalinina      | 28        | 5         |
| ITA      | Elisabetta Cocciaretto | 30        | 6         |
| EGY      | Mayar Sherif           | 33        | 7         |
|          | Anna Blinkova          | 37        | 8         |
| USA      | Sloane Stephens        | 38        | 9         |
| ROU      | Irina-Camelia Begu     | 39        | 10        |
| ITA      | Jasmine Paolini        | 41        | 11        |

- Bảng xếp hạng vào ngày 14 tháng 8 năm 2023.[3]

### Vận động viên khác
Đặc cách:
- Leylah Fernandez
- Caroline Garcia
- Veronika Kudermetova
- Venus Williams

Bảo toàn thứ hạng:
- Patricia Maria Țig

Vượt qua vòng loại:
- Clara Burel
- Magdalena Fręch
- Nadia Podoroska
- Aliaksandra Sasnovich
- Wang Xinyu
- Wang Xiyu

Thua cuộc may mắn:
- Tamara Korpatsch
- Sara Sorribes Tormo
- Clara Tauson
- Martina Trevisan

### Rút lui
- Paula Badosa → thay thế bởi  Julia Grabher
- Irina-Camelia Begu → thay thế bởi  Martina Trevisan
- Elisabetta Cocciaretto → thay thế bởi  Tamara Korpatsch
- Liudmila Samsonova → thay thế bởi  Linda Nosková
- Mayar Sherif → thay thế bởi  Clara Tauson
- Venus Williams → thay thế bởi  Sara Sorribes Tormo
- Zhang Shuai → thay thế bởi  Patricia Maria Țig

## Nội dung đôi

### Hạt giống
| Quốc gia | Tay vợt                  | Quốc gia | Tay vợt            | Xếp hạng1 | Hạt giống |
| -------- | ------------------------ | -------- | ------------------ | --------- | --------- |
| CZE      | Barbora Krejčíková       | CZE      | Kateřina Siniaková | 3         | 1         |
| USA      | Nicole Melichar-Martinez | AUS      | Ellen Perez        | 23        | 2         |
| JPN      | Shuko Aoyama             | JPN      | Ena Shibahara      | 28        | 3         |
| KAZ      | Anna Danilina            | TPE      | Hsieh Su-wei       | 36        | 4         |

- Bảng xếp hạng vào ngày 14 tháng 8 năm 2023.

### Vận động viên khác
Đặc cách:
- Ekaterina Alexandrova /  Aliaksandra Sasnovich
- Dalayna Hewitt /  Jamie Loeb

## Nhà vô địch

### Đơn
- Sara Sorribes Tormo đánh bại  Ekaterina Alexandrova, 3–6, 6–4, 6–4.

### Đôi
- Miyu Kato /  Aldila Sutjiadi đánh bại  Nicole Melichar-Martinez /  Ellen Perez, 6–4, 6–7(4–7), [10–8]